# Мухин, Андрей Фёдорович
Андрей Фёдорович Мухин (30 октября 1902 — 24 октября 1970) — начальник управления НКВД по Винницкой области, генерал-майор (1945). Участник депортации крымских народов.

## Биография
Родился в русской крестьянской семье. В 1915 окончил школу в родном селе. С апреля 1917 работал в своём хозяйстве, с июня 1920 ученик-телеграфист на станции Нурлат Волго-Бугульминской железной дороги. С ноября 1920 учился на телеграфных курсах в Симбирске, после их окончания в феврале 1921 работал телеграфистом на станции Бугульма. С мая 1924 красноармеец железнодорожного полка войск путей сообщения, заместитель начальника станции Орша.
В органах государственной безопасности с декабря 1925, работал в транспортных подразделениях, член ВКП(б) с сентября 1928. Службу начал в ДТО (дорожно-транспортном отделе) ОГПУ по Самаро-Златоустовской железной дороге как агент, уполномоченный ОДТО ОГПУ по станции Бугульма, с апреля 1926 уполномоченный, с августа 1930 начальник отделения ДТО ОГПУ. С сентября 1932 начальник ОДТО ОГПУ по станции Томск, с июня 1934 начальник отделения ДТО ОГПУ — НКВД по Томской железной дороге. С октября 1935 начальник оперативного пункта станции Барнаул ТО (транспортного отдела) УГБ УНКВД по Западно-Сибирскому краю, с мая 1938 вновь начальник отделения ДТО НКВД по Томской железной дороге, затем заместитель начальника ДТО НКВД этой железной дороги по декабрь 1939. Заместитель начальника ДТО НКВД по Северо-Донецкой железной дороге с декабря 1939 по ноябрь 1940, в 1940 окончил факультет ОСНАЗ в объёме средней школы. Начальник ДТО НКВД по Винницкой железной дороге с ноября 1940 по 28 марта 1941. Начальник УНКВД Украинской ССР по Волынской области с 28 марта до начала Великой Отечественной войны, при этом на территории области в предвоенный период были обезврежены 14 оуновских бандитских групп с 80 активными участниками. Начальник ТО НКВД по Одесской железной дороге с августа по 11 ноября 1941. Начальник ТО НКВД по Пензенской железной дороге с 11 ноября 1941 по 23 апреля 1942. Начальник ТО НКВД — НКГБ по железной дороге им. Л. М. Кагановича с 23 апреля 1942 до сентября 1943. Начальник ТО НКГБ по Свердловской железной дороге с сентября 1943 по 24 июня 1944. Начальник ТО, затем УО (управления охраны) МГБ по Октябрьской железной дороге (с 6 октября 1947 по Октябрьской и Ленинградской железным дорогам с 24 июня 1944 до 26 мая 1951. При этом в 1950 окончил университет марксизма-ленинизма на вечерней форме обучения. Несколько месяцев находился в распоряжении управления кадрами (в кадровом резерве) при СМ СССР. С 14 ноября 1951 по март 1953 возглавлял УО МГБ по Северо-Кавказской железной дороге, затем до 11 июня 1953 возглавлял УО ДТУ (дорожно-транспортного управления) МВД по этой железной дороге. Начальник ДТУ МВД — УКГБ по Московско-Курско-Донбасской железной дороге с 11 июня 1953 до 9 августа 1955.
Уволен по болезни 17 сентября 1955. На пенсии проживал в Москве.

### Звания
- лейтенант государственной безопасности, 22 марта 1936;
- старший лейтенант государственной безопасности, 22 июня 1939;
- капитан государственной безопасности, 27 ноября 1941;
- майор государственной безопасности, 30 ноября 1942;
- полковник государственной безопасности, 14 февраля 1943;
- комиссар государственной безопасности, 22 августа 1944;
- генерал-майор, 9 июля 1945.

### Награды
- орден Ленина, 24 ноября 1950;
- орден Красного Знамени, 3 ноября 1944;
- два ордена Отечественной войны I степени, 7 июля 1944[8] и 29 июля 1945;
- орден Красной Звезды, 29 декабря 1941;
- нагрудный знак «Заслуженный работник НКВД», 27 апреля 1940;
- три медали.